# Nereid Avenue
Nereid Avenue – stacja metra nowojorskiego, na linii 2. Znajduje się w dzielnicy Bronx, w Nowym Jorku i zlokalizowana jest pomiędzy stacjami Wakefield – 241st Street i 233rd Street. Została otwarta 31 marca 1917.